# Niaga Peul
Pour les articles homonymes, voir Niaga.
Niaga Peul (parfois Niaga Peulh) est une localité de l'ouest du Sénégal, située à proximité du lac Rose.

## Administration
Niaga-Peulh fait partie de la Commune de Tivaouane-Peulh/Niaga dans le département de Rufisque (région de Dakar).

## Géographie
Les localités les plus proches sont Tivaouane Peulh, Niaga Ouolof, Wayambam, Deni Guedj Sud, Deni Guedj Nord, et Benoba.

### Population
Selon le PEPAM (Programme d'eau potable et d'assainissement du Millénaire), Niaga Peul compte 526 habitants et 58 ménages.
Comme les noms des deux localités l'indiquent, Niaga Peulh est surtout habitée par des Peuls, alors que sa voisine Niaga Ouolof est peuplée de Wolofs.

### Activités économiques
Agriculture, Élevage, Hôtellerie-Tourisme, Commerce.